# Fikayo Tomori
Oluwafikayomi Oluwadamilola „Fikayo“ Tomori (* 19. Dezember 1997 in Calgary, Alberta) ist ein englisch-kanadischer Fußballspieler. Der Innenverteidiger steht in Diensten der AC Mailand und ist englischer A-Nationalspieler.

## Karriere

### Verein
Tomori spielt seit seinem achten Lebensjahr für den FC Chelsea. Für dessen U18-Mannschaft debütierte er im August 2013 und kam bis Jahresende sechsmal zum Einsatz. Nachdem er zu Beginn der Spielzeit 2014/15 mit guten Leistungen aufgefallen war, wurde er bereits Ende 2014 in die U-21 befördert. Tomori entwickelte sich zu einer Schlüsselfigur der Mannschaft und gewann mit ihr am Saisonende sowohl den FA Youth Cup 2014/15 als auch die UEFA Youth League 2014/15.
In der Saison 2015/16 erzielte Tomori wichtige Tore, so auch im Finale des FA Youth Cup 2015/16, das mit 3:1 gegen Manchester City gewonnen wurde, und der UEFA Youth League 2015/16, wo man gegen Paris Saint-Germain triumphierte., die er mit Chelseas U-21 erneut beide gewann. Aufgrund dieser Erfolge durfte er mit der Profimannschaft Chelseas mittrainieren und erhielt in dieser die Trikotnummer 43. Am 15. Mai 2016 (38. Spieltag) debütierte Tomori beim 1:1 im Heimspiel gegen Leicester City in der Premier League, nachdem er in der 60. Minute für Branislav Ivanović eingewechselt wurde.
Am 1. August 2016 unterzeichnete er einen neuen Vierjahresvertrag bei den Blues und erhielt später im Monat die Trikotnummer 33. In dieser Saison 2016/17 sah er hinter den erfahreneren Verteidigern Gary Cahill, Kurt Zouma, John Terry und David Luiz jedoch keine Spielzeit und kam lediglich in der Premier League 2 mit der U23 zu Einsätzen. Am 23. Januar 2017 lieh man ihn an den Zweitligisten Brighton & Hove Albion, der in einer starken Spielzeit 2016/17 jedoch vorerst ebenso keine Verwendung für Tomori fand. Am 18. Februar (33. Spieltag) gab er letztlich sein Ligadebüt für die Seagulls, als er beim 2:0-Auswärtssieg gegen den FC Barnsley in der Schlussphase für den französischen Flügelspieler Anthony Knockaert das Spielfeld betrat. Der Trainer Chris Hughton gab ihm in den nächsten Ligaspielen immer wieder Einsatzzeiten und Tomori kam bis Saisonende in neun Ligaspielen zum Einsatz, bei denen er in zwei starten durfte.
Am Transfer-Deadline-Day 2017, dem 31. August, sicherte sich der Zweitligist Hull City die Dienste Tomoris in einem einjährigen Leihgeschäft. Sein Debüt im Trikot der Tigers gab er am 13. September 2017 (2. Spieltag) bei der 1:2-Auswärtsniederlage gegen den FC Fulham. Spätestens seit Anfang November galt er dann als Stammspieler in der Außenverteidigung beim Premier-League-Absteiger der Vorsaison. Diese Stellung behielt er bis Februar 2018 bei, bis ihn Trainer Nigel Adkins aus der Mannschaft nahm. In dieser Saison 2017/18 kam er auf 25 Ligaeinsätze für Hull City.
Als bereits gefestigter Bestandteil der Loan-Army Chelseas, wechselte Fikayo Tomori am 6. August 2018 leihweise zum Zweitligisten Derby County, wo er auf die Blues-Legende Frank Lampard traf, der den Verein zur Saison 2018/19 als Cheftrainer übernommen hatte. Am 11. August 2018, bei der 1:4-Niederlage im heimischen Pride Park Stadium gegen Leeds United, stand er bereits in der Startaufstellung. Bereits seit seiner Ankunft, gehörte Tomori zur Startformation Lampards. Am 29. Dezember 2018 (25. Spieltag) erzielte er beim 4:3-Auswärtssieg gegen den Aufstiegskonkurrenten Norwich City sein erstes Tor im Profibereich. Mit Derby erreichte er in dieser Spielzeit 2018/19 die Aufstiegs-Playoffs und kam in 44 Ligaspielen zum Einsatz. In den Playoffs spielte er dreimal, in denen man im Finale an Aston Villa scheiterte.
Zur Saison 2019/20 kehrte er nach drei Leihen zu den Blues zurück, wo Frank Lampard zuvor als Trainer präsentiert wurde. Im ersten Pflichtspiel, der Niederlage im UEFA Super Cup 2019 gegen den FC Liverpool, wurde er in der Schlussphase der regulären Spielzeit für Andreas Christensen in die Partie gebracht.
Ende Januar 2021 wechselte Tomori bis zum Ende der Saison 2020/21 auf Leihbasis mit anschließender Kaufoption in die Serie A zur AC Mailand. Sein Debüt absolvierte Tomori am 26. Januar als er im Viertelfinale des italienischen Pokals im Stadtderby gegen Inter Mailand in der 20. Spielminute für Simon Kjær eingewechselt wurde.
Zur Saison 2021/22 wurde Tomori von der AC Mailand fest verpflichtet, der Innenverteidiger unterschrieb einen Vertrag bis zum 30. Juni 2025. Am 6. Januar 2025 gewann der Verteidiger mit den Rossoneri die Supercoppa Italiana.

### Nationalmannschaft
Tomori wurde in Kanada als Sohn nigerianischer Eltern geboren. Bereits in seiner Kindheit zog die Familie nach England und er wäre deshalb für alle drei Nationen spielberechtigt. Im Jahr 2016 absolvierte er drei Einsätze für die kanadische U20-Nationalmannschaft und führte die Auswahl in seinem letzten Einsatz gegen England als Spielführer auf den Platz.
Nach seinen Einsätzen für Kanada, wechselte er im Mai 2016 zum englischen Fußballverband. Am 16. Mai wurde er dann erstmals für die U19 nominiert und gab am 4. Juni 2016 bei der 0:2-Niederlage gegen Mexiko sein Debüt. Er nahm mit England im Juli an der U19-Europameisterschaft 2016 in Deutschland teil, wo er in drei Spielen zum Einsatz kam.
Seit September 2016 spielte er dann für die U20 und nahm mit dieser an der U-20-Weltmeisterschaft 2017 in Südkorea teil. Dort war er in allen drei Gruppenspielen im Einsatz und erzielte beim 1:1-Unentschieden gegen Guinea ein Eigentor. Mit England drang er ins Endspiel vor, welches man mit 1:0 gegen Venezuela gewinnen konnte.
Am 5. September 2017 debütierte er beim 3:0-Heimsieg gegen Lettland für die englische U21-Auswahl. Am 27. Mai 2019 wurde Fikayo Tomori für den Kader der U21 nominiert, der das Land bei der U21-Europameisterschaft 2019 in Italien und San Marino vertrat. Dort kam er in allen drei Gruppenspielen zum Einsatz, bei denen England bereits scheiterte.

## Erfolge
FC Chelsea
- FA-Youth-Cup-Sieger: 2015, 2016
- UEFA-Youth-League-Sieger: 2015, 2016
- Englischer Meister: 2017

AC Mailand
- Italienischer Meister: 2022
- Italienischer Superpokalsieger: 2024

England U20
- U-20-Weltmeister: 2017

England U21
- Gewinner Turnier von Toulon: 2018

Persönliche Auszeichnungen
- Chelsea Academy Player of the Year Award: 2015/16
- U19-Europameisterschaft Team of the Tournament: 2016
- Derby County Player of the Year: 2018/19
- Team des Jahres der Serie A: 2022